# Naniwa Erejī
Naniwa Erejī (浪華悲歌, Naniwa Erejī, lit. "Elegia de Naniwa") é um filme japonês de drama de 1936 dirigido por Kenji Mizoguchi. Forma um díptico com Gion no Shimai de Mizoguchi que compartilha grande parte do mesmo elenco e equipe de produção, e é considerado umas das primeiras obras-primas na carreira do diretor.

## Sinopse
Sonosuke Asai, chefe da Asai Drug Company, vive um casamento infeliz com sua esposa Sumiko. Enquanto ele trata seus subordinados com desdém, Sumiko o lembra que ele deve agradecer à família dela pela sua posição atual, já que foi por isso que eles se casaram. Ele discute com uma de suas funcionárias, a telefonista Ayako, que ela se retruca. Depois do trabalho, Ayako discute isso com seu colega e namorado Susumu, reclamando que ele não a ajuda a arrecadar os 300 ienes que seu pai desviou de seu empregador e que agora ela é forçada a devolver.
Depois de uma discussão com seu pai, que argumenta ter pegado o dinheiro para financiar a educação dos filhos, Ayako foge de casa. Ela aceita a oferta de Asai para se tornar sua amante, pedindo-lhe em troca que lhe dê 300 ienes para pagar as dívidas de seu pai. Ela larga o emprego e se muda para um apartamento no nome de Asai. Quando eles assistem a uma apresentação de bunraku, os dois são confrontados por Sumiko, que acusa furiosamente Asai de ter um caso e de ser infiel. Fujino, um conhecido de Asai, intervém, mentindo que Ayako era seu par, e que não estava junto com Asai.
Ayako encontra Susumu em um shopping. Questionada sobre sua aparência atraente, ela mente que agora trabalha em um salão de beleza. Quando Susumu confessa que pensou em se casar com ela, ela foge do local envergonhada. Pouco depois, Sumiko aparece no apartamento de Ayako e Asai, exigindo que ele saía do prédio e termine o relacionamento com seu marido. Ayako continua morando em sua nova casa.
Ayako conhece sua irmã mais nova, Sachiko. Sachiko insiste que ela ajude a arrecadar 200 ienes para as mensalidades dos estudos de seu irmão Hiroshi. Ayako adquire o dinheiro de Fujino, e o abandona logo depois. Ela convida Susumu para entrar em seu apartamento, confessando tudo para seu namorado e esperando que eles ainda possam se casar. Quando Fujino aparece para exigir seu dinheiro de volta, ela o trata com desrespeito e ele chama a polícia.
Ayako e Susumu são interrogados na delegacia. Ela ouve Susumu afirmar que ele foi arrastado para o caso e nunca teve a intenção de se casar com ela. Por ser o seu primeiro delito, ela é liberada, mas fica novamente sob a tutela de seu pai. De volta a casa, Hiroshi chama Ayako de delinquente e exige que o pai a expulse, enquanto Sachiko diz que tem vergonha de ir à escola porque a história de sua irmã está em todos os jornais. Furiosa por ser insultada, Ayako sai de casa novamente. Ela encontra o Dr. Yoko, o médico de seu ex-amante Asai, e pergunta se existe uma cura para a delinquência. Ele nega e ela continua seu caminho sozinha.

## Elenco
- Isuzu Yamada como Ayako Murai
- Yoko Umemura como Sumiko Asai

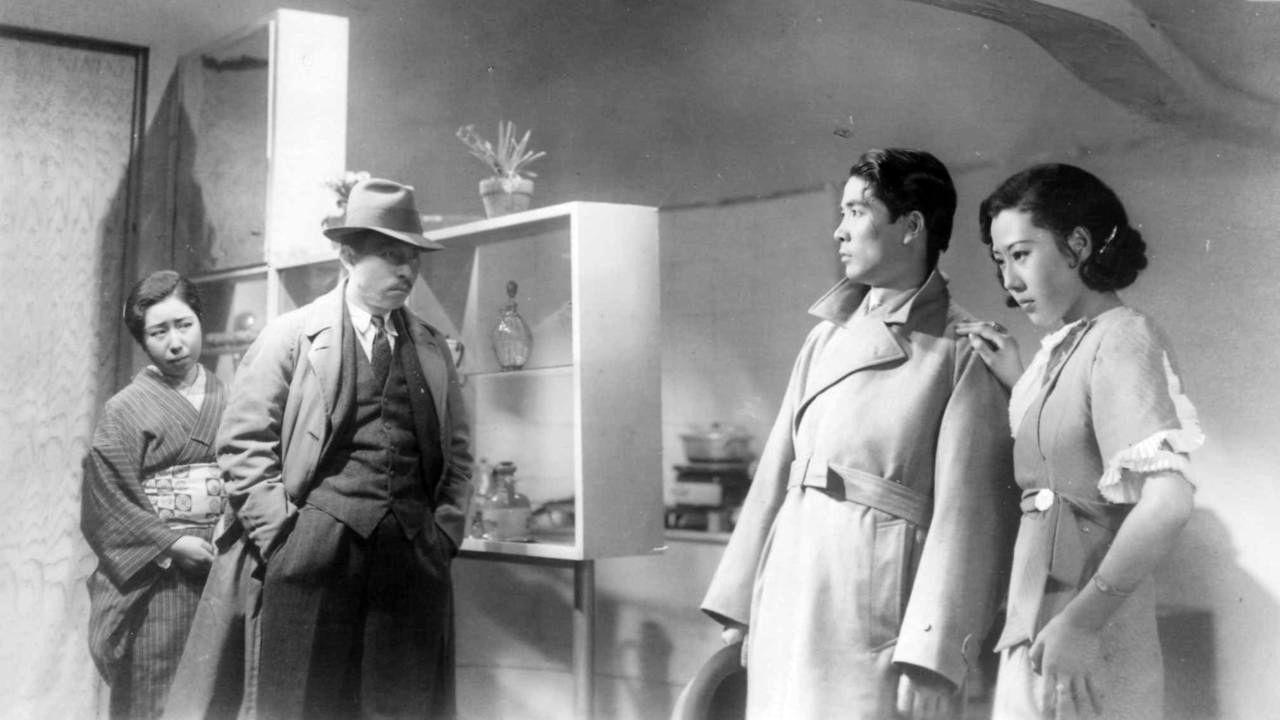
Os atores, da esquerda para direita, Shizuko Takizawa, Takashi Shimura, Kensaku Hara e Isuzu Yamada

- Chiyoko Okura como Sachiko Murai, irmã mais nova de Ayako
- Shinpachiro Asaka como Hiroshi Murai, irmão de Ayako
- Benkei Shiganoya como Sonosuke Asai
- Eitarō Shindō como Yoshizo Fujino
- Kunio Tamura como Dr. Yoko
- Seiichii Takekawa como Junzo Murai, pai de Ayako
- Kensaku Hara como Susumu Nishimura
- Takashi Shimura como Inspetor

## Antecedentes
Naniwa Erejī foi o primeiro trabalho de Mizoguchi e Yoshikata Yoda, que continuarai nos anos seguintes. Após o sucesso do filme, Mizoguchi e o produtor Masaichi Nagata planejaram dois filmes a serem ambientados em Kyōto e Kōbe, dos quais apenas o primeiro, Gion no Shimai, foi finalizado devido a falência da produtora mais tarde.
O próprio Mizoguchi citou Naniwa Erejī e Gion no Shimai como as obras com as quais alcançou maturidade artística. Críticos e historiadores de cinema consideram Naniwa Erejī como um dos "melhores esforços" de Mizoguchi (Fred Camper, Chicago Reader) um de seus "melhores filmes" (Donald Richie, Joseph L. Anderson, The Japanese Film – Art & Industry), enfatizando "sua precisão visual e seu tom engajado, mas nunca enfadonho" (Geoff Andrew, Time Out).